# Canada ai Giochi della VIII Olimpiade
Il Canada partecipò ai Giochi della VIII Olimpiade, svoltisi a Parigi dal 4 maggio al 27 luglio 1924,  
con una delegazione di 65 atleti impegnati in 8 discipline.
aggiudicandosi tre medaglie d'argento e una medaglia di bronzo.

## Medagliere

### Per discipline
| Sport       | Oro | Argento | Bronzo | Totale |
| ----------- | --- | ------- | ------ | ------ |
| Canottaggio | 0   | 2       | 0      | 2      |
| Tiro        | 0   | 1       | 0      | 1      |
| Pugilato    | 0   | 0       | 1      | 1      |
| Totale      | 0   | 3       | 1      | 4      |

### Medaglie
| Medaglia | Atleta | Sport       | Evento                      |
| -------- | --- | ----------- | --------------------------- |
| Argento  | Colin Finlayson Archibald Black George MacKay William Wood                                                                    | Canottaggio | Quattro senza maschile      |
| Argento  | Arthur Bell Robert Hunter William Langford Harold Little John Smith Warren Snyder Norman Taylor William Wallace Ivor Campbell | Canottaggio | Otto maschile               |
| Argento  | George Beattie Robert Montgomery Samuel Vance John Black William Barnes Samuel Newton                                         | Tiro        | Tiro al piattello a squadre |
| Bronzo   | Doug Lewis | Pugilato    | Pesi welter                 |